# خیام‌خوانی
خیام‌خوانی، خیامی یا رباعی‌خوانی، سبک خاص و متمایز آواز خواندن رباعی به‌ویژه رباعیات خیام است که ممکن است با اشعاری دیگر و همنوایی بعضی سازها همراه باشد. در ابتدا حکیم عمر را به جای خیام، خیامی میخوانده‌اند.
خیامی جزئی از موسیقی محفلی و خصوصی بندر بوشهر است، که در موسیقی نواحی و کارگان(رپرتوار) موسیقی ردیفی ایران منحصربه‌فرد است، با یزله‌خوانی، که از فرم‌های کهن موسیقی بوشهر است، همراهی میشود.
این گونه‌ی اجرایی متاثر از موسیقی ردیف ایرانی که سازهای اصلی آن ضرب و نی جفتی(سازهای محلی جنوب ایران) یا فلوت همراه با دم‌گرفتن متمادی حاضران است، در مایه‌های بیات ترک(بیات زند) و آواز دشتی یا گوشه عراق آواز افشاری نیز برای اجرای آن بهره میگیرند. برای آواز بیات ترک از فلوت و از نی‌جفتی برای اجرای دشتی بهره‌میگیرند. نی‌انبان در خیام‌خوانی جایی ندارد. دَمِ بوشهری در خیامی شَپَک است. شپک نوع خاصی از دست زدن است که انگشتان هردست به هم میچسبند و موقع دست زدن صدای بسیار بلندی تولید میکند. شپک خیامی فقط روی ضرب های اول میزان زده میشود. در مواقعی هم یکی از حاضران میگوید بِریز. یعنی با سرعت زیاد دست بزنید(از کشش های ریزتر روی تمام ضربهای ریتم استفاده کنید). شَپوکِل هم اصطلاح دیگری‌ست که به کار میرود به معنای شَپَک و کِل بصورت همزمان.
محفل خیامی با آواز(موسیقی ملودیک با متر آزاد) شروع می‌شود، که اغلب اشعاری از حافظ را برای این مقدمه انتخاب می‌کنند، و سپس با حفظ مایه ی آواز و ورود به ریتمی نزدیک به شش هشتم با دم گرفتن حاضرین و همراهی سازهای ضربی برجسته و هیجان انگیزتر میشود. اگر از آواز دشتی برای اجرا استفاده شود، آواز ابتدایی آن با تکنوازی یک ملودی اصیل به نام حاجیونی(حاجیانی) شروع میشود و سپس آواز رباعی‌خوان شروع شده و بعد به مرحله اجرای ریتمیک میرسند. در بخش ریتمیک اجرا هنگامی که رباعی یا یزله خوانده نمیشود ملودی دیگری به نام شکی نواخته میشود.
همراهی حاضران تنها به صورت دم گرفتن نیست بلکه در بین رباعیاتی که خوانده میشود بصورت دوره‌ای یزله خوانده میشود و آنها پاسخ یزله های یزله‌خوان را میدهند. کارکرد یزله در خیامی بسیارمهم است زیرا به خواننده و نوازنده ساز بادی اجازه نفس گرفتن میدهد و همچنین مشارکت حاضران به دلیل پاسخ همگانی آنها به یزله خوان و تغییر ریتم و تندا باعث تهییج فضا شده و انرژی آنها را نیز بالا میبرد. دراینجا ریتم شپک هم تغییر میکند. یعنی دیگر فقط روی ضرب اول میزان نیست و به صورت ممتد روی هر شش ضرب زده میشود(با کشش های نامنظم. یعنی نه تنها کشش چنگ بلکه کششهای ریزتر هم به میان می‌آیند.).به بیان ساده تر پس از اجرای چندین رباعی یزله خوانده میشود و دوباره رباعی میخوانند. برای مثال:
یزله‌خوان: دیگه ناشم(نمیروم)/حاضران: به کعله(قلعه)
نه نمیشُم/به کعله
را[ه]ش دورِن/به کعله
اُووِش(آبش) شورِن/به کعله
یزله‌خوان: دخترخاله وری جامو(جایم را) بنداز، شُو(شب) تو لاله وری جامو بنداز /حاضران: دخترخاله وری جامو بنداز، شو تو لاله وری جامو بنداز
امشو که شووِن وری جامو بنداز گل تو لاله وری جامو بنداز/دخترخاله وری جامو بنداز، شو تو لاله وری جامو بنداز
قدش بلنده وری جامو بنداز ابروش کمنده وری جامو بنداز/دخترخاله وری جامو بنداز، شو تو لاله وری جامو بنداز 
یزله‌خوان: رباب رباب ربابه حال رباب خرابه/حاضران: رباب رباب ربابه حال رباب خرابه
رباب میره آسیو سی(برای) سرخاب و سیفدو(سفیدآب)/رباب رباب ربابه حال رباب خرابه
رباب میره سینما با پیرهنِ شبنما/رباب رباب ربابه حال رباب خرابه
رباب میره تو کیچه(کوچه) بچه‌ها میشن دستپاچه/رباب رباب ربابه حال رباب خرابه
رباب وقتی رُو میکُند دل و جیگرُم اُو میکُند(وقتی رباب راه میرود دل و جگرم را آب میکند)/رباب رباب ربابه حال رباب خرابه
یزله‌خوان: ایوَرِ(اینطرف) دِلُم/حاضران: اوفِینا
اووَر(آنطرف) دلُم/اوفینا
عزیز دلُم/اوفِینا
یار خوشگلُم/اوفینا
نکنی وِلُم/اوفینا

یزله‌خوان: چلچله باد شِمال زیر باد مِینار/حاضران:چلچله باد شِمال زیر باد مِینار
یزله خوان:ما دل به دریا زده ایم
و ترک دنیا گفته ایم
عالم ز دست برده ایم
اگه مو باهات نموندم
سی خاطرت نخوندم
یزله‌خوان:بآتیم(با تو هستیم)/حاضران:اهل خراباتیم
بادِ شِمال: کوچه‌های بافت قدیم بوشهر از یک دهانه تنگ شروع میشوند و پس از طی هفت الی ده قدم کوچه عریض میشود(در شیراز به این نوع کوچه‌ها قهر و آشتی میگویند). دلیل آن اینست که موقع وزش باد هوا در ابتدای کوچه متراکم شود تا سپس باد خنک به درون کوچه بپیچد. به این باد، بادِ شِمال میگویند.
البته همه یزله ها لزوما دارای پاسخ نیستند:
نَگله(بسته) نگله جنس اُوردُم
دَسِ دِی(مادر) سَکو(سکینه) سپردم
غارتش کِرد، بُچِ(بچه) عامو(عمو)ش
بردش وِلات(روستا) خالو(دایی)ش

لوله اُویی(لوله آب) اُو داره مو نمیدونُم/ چیشوی یارُم خو(خواب) داره مو(من) نمیدونُم
بلند بالا به بالات اومدُم مُو(من) گُلی دخترجون/شنیدُم خال لبهات میفروشی گلی دخترجون/بِرای خال لبهات اومدم مو گلی دخترجون
بلند بالا به بالات اومدُم مُو(من) گُلی دخترجون/شنیدُم خال لبهات میفروشی گلی دخترجون/بِرای خال لبهات اومدم مو گلی دخترجون
اِی وای جِهازم گلی دخترجون به تو مینازُم گلی دخترجون

برگ کُنار یه مِنِش چنده؟(یک مَن برگ کنار چقدر قیمت دارد؟)
پِلِی دِی دوما تا کِمربنده!(موهای مادر دوماد تا کمرش است)
خوشا به دوما و عروس مجلس
مادر دوما داره میخنده
همگی بگین عروسیشون مبارک
عروس مثال شکر و قنده
(بعد از این یزله شپوکل میزنند.)
بیو که سیت(برایت) داغُم بلبل باغُم
نکنه قَر(قهر) بکنی و بزنی تو شلاقُم
بیو حلاکم سیت با دل پاکم سیت
شو و رو میگردم و سینه چاکم سیت(شب و روز به دنبالت میگردم و سینه‌ام را برایت چاک میدهم)

امشب شِب ما سِحر ندارد
یار از دل ما خبر ندارد
شب طاقت این شِرر ندارد
صبح آمد و شب خِبر ندارد